# 斯潘塞山
77°17′S 143°20′W / 77.283°S 143.333°W
斯潘塞山（英語：Mount Spencer）是南極洲的山峰，位於瑪麗伯德地，屬於福特山脈中阿拉格尼山脈的一部分，處於達林山以南1.9公里，由美國探險隊發現，現時由南極條約體系管理。